# Bodedia perinetiana
Bodedia perinetiana là một loài tò vò trong họ Ichneumonidae.